# Lubomyr Stawyszcze
Lubomyr Stawyszcze (ukr. ФК «Любомир» Ставище) – ukraiński klub piłkarski, mający siedzibę w miasteczku Stawyszcze, w obwodzie kijowskim, na północy kraju, grający od sezonu 2021/22 w rozgrywkach ukraińskiej Druhiej-lihi.

## Historia
Chronologia nazw:
- 2004: Lubomyr Stawyszcze (ukr. ФК «Любомир» Ставище)

Klub piłkarski Lubomyr został założony w miejscowości Stawyszcze w 2004 roku. Początkowo zespół występował w mistrzostwach obwodu kijowskiego. W 2008 zajął trzecie miejsce, a w 2010 zdobył wicemistrzostwo obwodu. W sezonie 2020/21 startował w Amatorskiej lidze. W czerwcu 2021 roku klub zgłosił się do rozgrywek Drugiej ligi (D3) i otrzymał status profesjonalny.

## Barwy klubowe, strój, herb, hymn
|  |  |

Klub ma barwy biało-czarne. Piłkarze domowe spotkania zazwyczaj grają w białych koszulkach, białych spodenkach oraz białych getrach.

## Sukcesy

### Trofea międzynarodowe
Do chwili obecnej klub jeszcze nigdy nie zakwalifikował się do rozgrywek europejskich.

### Trofea krajowe
| \| \| Zdobyte trofea w rozgrywkach Ukrainy (stan na: 31-05-2021) \| |                                                            |      |          |
| Rozgrywki                                                           | Osiągnięcie                                                | Razy | Sezon(y) |
| · Mistrzostwo                                                       | I miejsce                                                  | 0    |          |
| · Mistrzostwo                                                       | II miejsce                                                 | 0    |          |
| · Mistrzostwo                                                       | III miejsce                                                | 0    |          |
| Puchar                                                              | zdobywca                                                   | 0    |          |
| Puchar                                                              | finalista                                                  | 0    |          |
| II liga                                                             | I miejsce                                                  | 0    |          |
| II liga                                                             | II miejsce                                                 | 0    |          |
| II liga                                                             | III miejsce                                                | 0    |          |
| Ukraina                                                             | Zdobyte trofea w rozgrywkach Ukrainy (stan na: 31-05-2021) |      |          |

- Druha liha (D3):
  - ?. miejsce (1x): 2021/22 (A)
- Mistrzostwa obwodu kijowskiego:
  - wicemistrz: 2010
  - 3.miejsce: 2008

## Poszczególne sezony

### Rozgrywki międzynarodowe

#### Europejskie puchary
Nie uczestniczył w rozgrywkach europejskich.

### Rozgrywki krajowe
| \| Ukraina \| Bilans występów klubu w rozgrywkach piłkarskich Ukrainy (Stan na 22 lipca 2021 r.) \| \| |                                                                                    |        |       |   |   |   |    |    |     |         |        |        |      |
| Poziom                                                                                                 | Rozgrywki                                                                          | Sezony | Mecze | Z | R | P | B+ | B– | Pkt | Lata    | Awanse | Spadki | Naj. |
| I | Premier-liha                                                                       | 0      |       |   |   |   |    |    |     |         | 0      | 0      |      |
| II | Persza liha                                                                        | 0      |       |   |   |   |    |    |     |         | 0      | 0      |      |
| III | Druha liha                                                                         | 1      |       |   |   |   |    |    |     | od 2021 | 0      | 0      | ?    |
| IV | Amatorska liha                                                                     | 1      |       |   |   |   |    |    |     | 2020/21 | 1      | 0      | 10   |
| | Puchar Ukrainy                                                                     | 0      |       |   |   |   |    |    |     |         | 0      | 0      |      |
| Ukraina                                                                                                | Bilans występów klubu w rozgrywkach piłkarskich Ukrainy (Stan na 22 lipca 2021 r.) |        |       |   |   |   |    |    |     |         |        |        |      |

## Piłkarze, trenerzy, prezydenci i właściciele klubu

### Trenerzy
- 2020–20.01.2021:  Witalij Biłokoń
- 20.01.2021–...:  Ołeksandr Honczarow

### Prezydenci
- 2004–...:  Łeonid Dżudżyk

## Struktura klubu

### Stadion
Klub piłkarski rozgrywa swoje mecze domowe na stadionie Kołos w Stawyszczem, który może pomieścić 600 widzów.

## Kibice i rywalizacja z innymi klubami

### Derby
- Czajka Petropawliwśka Borszczahiwka
- Dinaz Wyszogród